# Sébastien Schneeberger
 (octobre 2018).
Si vous disposez d'ouvrages ou d'articles de référence ou si vous connaissez des sites web de qualité traitant du thème abordé ici, merci de compléter l'article en donnant les références utiles à sa vérifiabilité et en les liant à la section « Notes et références ».
Pour les articles homonymes, voir Schneeberger.
Sébastien Schneeberger, né le 3 août 1973 à Moutier (Suisse), est un homme politique québécois.
Il est député de Drummond à l'Assemblée nationale du Québec sous la bannière de l'Action démocratique du Québec de 2007 à 2008 et député 
de Drummond–Bois-Francs sous la bannière de la Coalition avenir Québec depuis les élections générales québécoises de 2012.

## Biographie
Sébastien Schneeberger naît le 3 août 1973 à Moutier en Suisse. Il immigre avec sa famille au Québec en 1987[réf. nécessaire]. Diplômé en production laitière de l’École d’agriculture de Nicolet, il amorce sa carrière en gestion de fermes laitières pour ensuite œuvrer comme représentant en épargnes collectives chez Financière Liberté 55, puis comme conseiller chez Desjardins Sécurité financière.

### Carrière politique
Lors de l'élection de 2007, il est élu député de Drummond à l'Assemblée nationale du Québec avec 38,5 % des voix, sous la bannière de l'Action démocratique du Québec. Il est porte-parole de l'opposition officielle en matière d'affaires autochtones et membre de la Commission de l'agriculture, des pêcheries et de l'alimentation. À l'élection générale de 2008, il est défait par le candidat péquiste Yves-François Blanchet.
Il revient en politique à l'élection générale québécoise de 2012. Il se présente dans la circonscription de Drummond–Bois-Francs sous la bannière de la Coalition avenir Québec. Le soir du scrutin, il est élu député  à l'Assemblée nationale de cette circonscription.
Sébastien Schneeberger occupe les fonctions de Président de la Commission de l'aménagement du territoire du Québec (CPTAQ) depuis le 6 décembre 2022, organisme pour lequel il est d'abord membre en 2017-2018. Il agit également à titre de Vice-président de la Délégation de l’Assemblée nationale pour les relations avec la Bavière depuis le 20 février 2023.

### Engagement communautaire
Il est membre du Club Richelieu de Drummondville ainsi que de la Jeune Chambre de commerce de Drummond. En 2009, il devient président du club de vélo Les Cyclophiles de Drummondville. En 2015, il relève le Défi Pierre Lavoie avec ses collègues Simon Jolin-Barrette et François Bonnardel.

## Formation académique
- Diplôme d'études professionnelles en gestion et exploitation agricole, École d'agriculture, Nicolet (1993)
- Certificat de langue anglaise, Collège Ellis, Drummondville (2005)
- Session de formation en informatique, Collège de Drummondville (1998)

## Résultats électoraux
|                                                                                               | Nom                              | Parti              | Nombre de voix | %      | Maj.   |
| --------------------------------------------------------------------------------------------- | -------------------------------- | ------------------ | -------------- | ------ | ------ |
|                                                                                               | Sébastien Schneeberger (sortant) | Coalition avenir   | 18 747         | 51,6 % | 12 433 |
|                                                                                               | Myriam Cournoyer                 | Conservateur       | 6 314          | 17,4 % | -      |
|                                                                                               | Emrick Couture-Picard            | Parti québécois    | 5 462          | 15 %   | -      |
|                                                                                               | Tony Martel                      | Québec solidaire   | 3 866          | 10,6 % | -      |
|                                                                                               | Pierre Poirier                   | Libéral            | 1 455          | 4 %    | -      |
|                                                                                               | Marco Beauchesne                 | Vert               | 367            | 1 %    | -      |
|                                                                                               | Steve Therion                    | Équipe autonomiste | 91             | 0,3 %  | -      |
| Total                                                                                         | Total                            | Total              | 36 302         | 100 %  |        |
| Le taux de participation lors de l'élection était de 69,6 % et 641 bulletins ont été rejetés. |                                  |                    |                |        |        |

|                                                                                               | Nom                              | Parti              | Nombre de voix | %      | Maj.   |
| --------------------------------------------------------------------------------------------- | -------------------------------- | ------------------ | -------------- | ------ | ------ |
|                                                                                               | Sébastien Schneeberger (sortant) | Coalition avenir   | 19 577         | 56,3 % | 14 356 |
|                                                                                               | Lannïck Dinard                   | Québec solidaire   | 5 221          | 15 %   | -      |
|                                                                                               | Kevin Deland                     | Libéral            | 4 527          | 13 %   | -      |
|                                                                                               | Diane Roy                        | Parti québécois    | 4 360          | 12,5 % | -      |
|                                                                                               | Francois Picard                  | Conservateur       | 733            | 2,1 %  | -      |
|                                                                                               | Sylvain Marcoux                  | Indépendant        | 250            | 0,7 %  | -      |
|                                                                                               | Steve Therion                    | Équipe autonomiste | 106            | 0,3 %  | -      |
| Total                                                                                         | Total                            | Total              | 34 774         | 100 %  |        |
| Le taux de participation lors de l'élection était de 68,8 % et 798 bulletins ont été rejetés. |                                  |                    |                |        |        |